# Lee Eppie
Lee Bhekempilo Eppie (* 18. Mai 1999 in Orapa) ist ein botswanischer Sprinter, der sich auf den 400-Meter-Lauf spezialisiert hat. 2024 wurde er über diese Distanz in Douala Vizeafrikameister.

## Sportliche Laufbahn
Erste Erfahrungen bei internationalen Meisterschaften sammelte Lee Eppie im Jahr 2017, als er bei den Juniorenafrikameisterschaften in Tlemcen mit der botswanischen 4-mal-400-Meter-Staffel in 3:16,64 min die Silbermedaille gewann. Seit 2020 lebt und trainiert er in den Vereinigten Staaten und studiert unter anderem an der Mississippi State University. 2024 startete er bei den Afrikameisterschaften in Douala und gewann dort in 45,39 s die Silbermedaille hinter dem Senegalesen Cheikh Tidiane Diouf.

## Persönliche Bestzeiten
- 200 Meter: 21,15 s (+0,8 m/s), 15. April 2022 in Gainesville
- 400 Meter: 45,39 s, 23. Juni 2024 in Douala
  - 400 Meter (Halle): 46,96 s, 10. Februar 2023 in Clemson